# 兽王记
《兽王记》是世嘉1988年在街机推出的2D橫捲軸动作游戏。游戏后来移植到Mega Drive、Master System、PC Engine、红白机等多个平台。
游戏设定于古罗马，讲述一名被宙斯复活的百夫长，营救宙斯女儿的故事。他获得可以变身兽人获得强大力量的能力。